# Лепкий, Лев Сильвестрович
Ле́в Сильве́стрович Ле́пкий (больше известен как Ле́вко Ле́пкий, использовал псевдонимы Леле, Оровець, Льоньо, Швунг, Зиз; 7 декабря 1888, Поручин — 28 октября 1971, Трентон) — украинский писатель, прозаик, поэт, журналист и композитор. Сын Сильвестра, брат Богдана и Николая Лепких.

## Биография
Ещё учась в Бережанской гимназии, а потом и во время учёбы в университете во Львове, Лев Лепкий погружается в водоворот общественной и культурной жизни, организует театральные кружки молодёжи, выступает с хорами в селах и городках Галичины. Во время учёбы в Краковской академии искусств вместе со студенческими любительскими театральными и певческими кружками ездил на выступления на Буковину, выступал в Германии и Австрии.
Вместе с друзьями организовал cечевые организации на Бережанщине и в окрестностях Борислава. Один из выдающихся деятелей общества «Сокол». Впоследствии перешёл в организацию «Пласт».
Служил в армии Австро-Венгрии в звании поручика. С началом Первой мировой войны становится одним из первых организаторов Легиона украинских сечевых стрельцов. Служил, в частности, в третьем курене УСС, где в звании поручика командовал конной сотней, принимал участие в боях вблизи Каменца. Вместе с Романом Купчинским, Михаилом Гайворонским, Юрием Шкрумеляком, Антоном Лотоцким записывал стрелецкие песни и другие художественные произведения, в которых отражена история УСС. Автор ряда памятников на могилах сечевых стрельцов, в частности в Винниках возле Львова.
После окончания войны Левко Лепкий активно занимался литературной, редакторской работой. В 1931—1939 годах работал директором украинского курорта «Черче» у Рогатина, был одним из его соучредителей.
В 1939 году, с началом Второй мировой войны, выехал в Краков, где жил и работал его брат Богдан, а затем — в США. Там включился в общественную жизнь украинского сообщества, восстановил издательство «Красная Калина», публиковал воспоминания, рассказы, стихи и новые песни.

## Творчество
Наиболее известен как автор широко популярних стрелецких песен, таких как «Гей, видно село», «Бо війна війною», «Колись, дівчино мила» и других. Написал мелодию для знаменитих «Журавлей» своего старшего брата Богдана Лепкого.
Прозаическое и поэтическое наследие Левко Лепкого было опубликовано в сборнике «Лев Лепкий. Твори».
Прочие произведения:
- Перший голова Ревкому, фарса на 1 дію зі співами, дієвих осіб 7. 20 стор.— изд. «Русалка»
- Після равту, фарса на 1 дію зі співами. Дієвих осіб 6. 24 стор.— изд. «Русалка»

## Память
В честь Льва и Богдана Лепких названа Всеукраинская литературная премия.
7 декабря 2018 года на государственном уровне в Украине отмечается памятная дата — 130 лет со дня рождения Льва Лепкого, о чём было выпущено постановление Верховной Рады.